# Les Dupes
Pour plus de détails, voir Fiche technique et Distribution.
Les Dupes (en arabe : المخدوعون) est un film syrien réalisé par Tawfiq Saleh en 1972. C'est une adaptation du roman Des hommes sous le soleil (1963) de l'activiste palestinien Ghassan Kanafani.

## Synopsis
Les Dupes raconte trois histoires qui en deviennent une: l'envie d'aller au Koweït pour échapper à la misère... Après la « Nakba » (catastrophe) de 1948, trois Palestiniens originaires de différentes régions se rencontrent dans une petite ville près de la frontière. Chacun d'entre eux se souvient de ce qui vient de leur arriver. Ils décident de partir clandestinement dans un camion-citerne à-travers le désert. Il y fait torride... Cette histoire est une métaphore de la tragédie du peuple palestinien. 

## Fiche technique
- Réalisation : Tawfiq Saleh
- Scénario : Tiré du roman Des hommes sous le soleil  de Ghassan Kanafani
- Pays de production :  Syrie
- Durée : 107 min
- Noir et blanc
- Musique : Solhi al-Wadi
- Date de sortie : 1972

## Distribution
- Mohammed Khier-Halaouani
- Abdul Rahman al-Rachi
- Bassam Abou Ghazala
- Thanaa Debsi

## Commentaire
- Un classique qui n'a pas pu l'être. Censuré à l'époque, il est diffusé en 2006 par l'Institut du monde arabe.
- Pour Les Dupes, Tawfiq Saleh a prêté une grande attention à la réalisation de la bande sonore. Filmé en noir et blanc, avec une composition de plans et une lumière particulièrement soignés, ce film devenu culte dans le monde arabe se déploie selon un rythme très particulier ponctué de flash-back. Il ne s'agit en tout cas pas d'un voyage comme les autres!
- Le film contient énormément d'informations sur la période d'après 1948.

## Distinctions
- Tanit d'or des Journées cinématographiques de Carthage
- Nomination au 8e festival international du film de Moscou